# Calyptronema hopperimeyersi
Calyptronema hopperimeyersi is een rondwormensoort uit de familie van de Enchelidiidae.